# Простая просьба
«Простая просьба» (англ. A Simple Favor) — американский фильм в жанре чёрной комедии и мистерии, срежиссированный Полом Фигом по сценарию Джессики Шарзер. Картина является экранизацией одноимённого романа Дарси Белл. Главные роли исполнили Анна Кендрик и Блейк Лайвли.
1 мая 2025 года на Prime Video вышло продолжение под названием «Ещё одна простая просьба».

## Сюжет
Овдовевшая мать-одиночка Стефани Смозерс ведёт блог с мастер-классами по рукоделию и кулинарии для матерей. Она сближается с Эмили Нельсон, матерью одноклассника своего сына и директором по связям с общественностью модной компании. За бокалом мартини они делятся откровениями. Стефани признаётся, что в подростковом возрасте у неё был роман со сводным братом по отцу, Крисом. Эмили раздражает, что её муж, профессор английского языка Шон Таунсенд, не добился успеха, а их тяжёлое финансовое положение приходится скрывать.
Стефани ухаживает за сыном Эмили, пока Шон в Лондоне. Спустя два дня Эмили перестаёт выходить на связь. Стефани узнаёт от начальника Эмили, что та сказала, будто уехала в Майами. Обеспокоенная, она звонит Шону, и тот связывается с полицией. Пытаясь найти Эмили, Стефани делает листовки о пропаже, используя фотографию, найденную у неё на столе. Детектив Саммервилл сообщает, что Эмили солгала о поездке в Майами: её тело нашли в озере летнего лагеря в Мичигане.
Стефани и Шон, сблизившись на почве общего горя, начинают роман. Саммервилл сообщает Стефани, что у Эмили было серьёзное повреждение печени, в её организме обнаружили большое количество героина, а недавно Шон оформил на неё страховку на 4 миллиона долларов. Затем Стефани получает оскорбительное сообщение, якобы от Эмили, о её связи с Крисом. Она вспоминает, как её покойный муж подозревал её в измене и считал, что настоящим отцом их сына Майлза был Крис. Возможно, именно это подтолкнуло его к автокатастрофе, в которой погибли и он, и Крис.
Расследуя прошлое Эмили, Стефани встречает художницу Диану Хайленд, которая, похоже, была её любовницей и написала её портрет. Диана утверждает, что на самом деле на картине изображена её муза Клаудия – мошенница, которая исчезла без следа. Эти сведения приводят Стефани к школьному альбому, где она узнаёт, что Эмили на самом деле звали Хоуп МакЛенден, и у неё были сёстры-тройняшки Фейт и Чарити. Стефани навещает их мать Маргарет, которая рассказывает, что в 16 лет Фейт и Хоуп подожгли семейный дом, убив жестокого отца, а затем исчезли. Сёстры бежали в разные стороны, договорившись встретиться позже, но Фейт так и не появилась.
Хоуп, взяв имя Эмили, построила карьеру и завела семью, но спустя 14 лет Фейт вновь объявилась. Страдающая алкоголизмом и наркотической зависимостью, она угрожала сдать их обеих властям, если Эмили не заплатит ей миллион долларов. Заманив сестру на встречу, Эмили инсценировала свою смерть, утопив её в озере. Пока Стефани занята расследованием, Эмили неожиданно появляется перед Шоном и заявляет, что собирается получить страховку и уехать из страны.
Позже Стефани устраивает встречу с Эмили, которая признаётся, что они с сестрой действительно подожгли дом, чтобы убить своего отца. И Эмили, и Стефани раздражает, что Шон встречается с другой женщиной. Эмили убеждает Стефани подставить Шона за смерть Фейт. Его арестовывают, но вскоре выпускают под залог. Однако Стефани меняет своё решение и инсценирует ссору с Шоном перед Эмили, чтобы уличить её, пока полицейские микрофоны записывают их разговор.
Стефани имитирует выстрел в Шона. Однако Эмили предвидит их уловку и заранее отключает микрофоны. Держа их под прицелом, она признаётся в преступлениях и заявляет, что инсценирует их убийство-самоубийство. Затем она стреляет Шону в плечо и направляет оружие на Стефани. В этот момент Стефани раскрывает, что на её свитере спрятана камера, ведущая прямую трансляцию в её блоге. Эмили пытается сбежать, но, выбежав из дома, оборачивается и снова направляет пистолет на Стефани. В этот момент Даррен, отец одного из школьников, сбивает её машиной. Полиция прибывает и немедленно арестовывает Эмили.
В эпилоге выясняется, что Эмили приговорена к 20 годам тюрьмы за убийство отца и сестры. Шон стал успешным профессором в Беркли, где теперь живёт с сыном. Блог Стефани набрал миллион подписчиков, а её страсть к расследованиям помогла ей стать частным детективом, раскрывшим уже 30 преступлений.

## В ролях
- Анна Кендрик — Стефани Смозерс
- Блейк Лайвли — Эмили Нельсон / Хоуп МакЛанден, Фейт МакЛанден
- Генри Голдинг — Шон Таунсенд
- Эндрю Рэннеллс — Даррен
- Иэн Хо — Никки Таунсенд, сын Эмили и Шона
- Джошуа Сатине — Майлз Смозерс
- Линда Карделлини — Диана Хайленд
- Руперт Френд — Деннис Найлон
- Джин Смарт — Маргарет Макланден
- Дастин Миллиган — Крис
- Эрик Джонсон — Дэвис
- Гленда Браганза — Керри Гленда
- Келли Маккормак — Стэйси
- Апарна Нанчерла — Сона

## Производство

### Разработка
В январе 2016 года было объявлено, что студия 20th Century Fox приобрела права на экранизацию романа Дарси Белл «Простая просьба» ещё до выхода книги. Проект представляли как нечто в духе «Исчезнувшей» и «Девушки в поезде». Сделку по продаже прав на фильм сопровождало агентство Creative Artists Agency.

### Пре-продакшн
В июне 2017 года было объявлено, что фильм «Простая просьба» будет изъят из производства 20th Century Fox и вместо этого выпущен студией Lionsgate. Также стало известно, что режиссёром проекта выступит Пол Фиг, а Анна Кендрик и Блейк Лайвли ведут переговоры об исполнении главных ролей. 26 июля 2017 года участие Кендрик и Лайвли было официально подтверждено, а к актёрскому составу присоединился Генри Голдинг. В сентябре стало известно о назначении Линды Карделлини на нераскрытую роль. Позднее к касту также присоединились Эндрю Рэннеллс, Джин Смарт и Руперт Френд.

### Съёмки
Основной этап съёмок фильма «Простая просьба» начался 14 августа 2017 года в Торонто (Онтарио, Канада). Картина была снята в формате Univisium с соотношением сторон 2.00:1 на 8K-камеры Panavision Millennium DXL.

## Выпуск
Выход фильма в прокат США состоялся 14 сентября 2018 года.

## Восприятие

### Кассовые сборы
Фильм «Простая просьба» собрал 53,5 миллиона долларов в США и Канаде, а также 44,1 миллиона в других странах, что в общей сложности составило 97,6 миллиона долларов по всему миру при производственном бюджете в 20 миллионов долларов.
В США и Канаде фильм вышел в прокат одновременно с «Белым парнем Риком», «Несломленный: Путь к искуплению» и «Хищником». Ожидалось, что в первый уикенд он заработает от 12 до 15 миллионов долларов в 3 102 кинотеатрах. В первый день фильм собрал 5,9 миллиона долларов (включая 900 000 долларов с предварительных показов в четверг), а за выходные — 16,0 миллионов, заняв третье место после «Хищника» и «Проклятия монахини». На второй неделе фильм потерял всего 36% кассовых сборов и заработал 10,4 миллиона долларов, поднявшись на второе место после новичка проката — «Тайны дома с часами».

### Отзывы критиков
Фильм получил положительные оценки кинокритиков. На сайте-агрегаторе Rotten Tomatoes фильм имеет рейтинг 84% со средней оценкой 6.8/10. «Консенсус критиков» сформулирован так: «Запутанная, интригующая и, прежде всего, просто увлекательная, „Простая просьба“ окутывает стильной атмосферой нуара, усиленной мощной игрой Анны Кендрик и Блейк Лайвли». На сайте Metacritic фильм получил оценку 67 из 100 на основе 41 рецензии, что соответствует статусу «в основном положительные отзывы».
Эми Николсон из Variety отметила: «Фильм напоминает композицию Сержа Генсбура, под которую Стефани танцует на кухне: немного джазовый, слегка развратный и вполне достойный культового статуса». Уэнди Айд из The Guardian поставила фильму четыре звезды из пяти и написала: «Ядовитые, исполненные злорадства остроты в новой работе Пола Фига делают эту неожиданно жестокую комедию столь же опьяняющей, как дневные мартини, которые пьют главные героини».

## Сиквел
В мае 2022 года стало известно о работе над продолжением. Режиссёром вновь стал Пол Фиг, а Анна Кендрик и Блейк Лайвли вернулись к своим ролям. Съёмки начались в конце марта 2024 года на Капри.
Мировая премьера фильма состоялась 7 марта 2025 года на фестивале South by Southwest, на Prime Video — 1 мая 2025 года.